# توپلوو (میسیسیپی)
توپلوو (به انگلیسی: Tupelo) شهری در ایالت میسیسیپی کشور ایالات متحده آمریکا است که جمعیت آن در سرشماری سال ۲۰۱۰ میلادی، ۳۴٬۵۴۶
نفر بوده‌است.